# Yvonne Mai
Yvonne Mai (República Democrática Alemana, 22 de agosto de 1965) es una atleta alemana retirada especializada en la prueba de 1500 m, en la que consiguió ser medallista de bronce mundial en pista cubierta en 1989.

## Carrera deportiva
En el Campeonato Mundial de Atletismo en Pista Cubierta de 1989 ganó la medalla de bronce en los 1500 metros, con un tiempo de 4:06.09 segundos, tras la rumana Doina Melinte y la soviética Svetlana Kitova (plata).